# Санта Сабина
„Санта Сабина“ (на италиански: Santa Sabina all’Aventino) е католическа базилика в Рим, Италия. Разположена е на върха на хълма Авентин, в близост до река Тибър. Тя е главната църква на Доминиканския орден.

## История
„Санта Сабина“ е построена между 422 и 432 г. на мястото, където през ІV век се намирал домът на Света Сабина. Тя е римска мъченица от ІІ век, вдовица на сенатора Валентина и дъщеря на Ирод Металарий, обезглавена през 125 г. по заповед на император Адриан зарази приемането на християнството, която впоследствие е канонизирана като християнска светица. В тази църква се провежда конклавът през 1287-1288 г., по време на който умират от чума или малария шестима от шестнадесетте кардинали, като оцелелите в крайна сметка избират за папа Николай ІV.

## Интериор
Интериорът на църквата е обновен през 1587 г. от Доменико Фонтана и през 1643 г. от Франческо Боромини. По-късно италианският архитект и историк Антонио Мунос връща на базиликата нейния средновековен облик. Смята се че дървените врати на базиликата са от началото на V век. на дървените панели са изобразени сцени от Библията, вкл. едно от най-ранните изображения на Христовото разпятие. Мозайката от V век в апсидата е заменена през 1559 г. от фреска, работа на Тадео Дзукари.